# Aldo Gentilini
Pour les articles homonymes, voir Gentilini.
 (mai 2020).
Si vous disposez d'ouvrages ou d'articles de référence ou si vous connaissez des sites web de qualité traitant du thème abordé ici, merci de compléter l'article en donnant les références utiles à sa vérifiabilité et en les liant à la section « Notes et références ».
 (mai 2021).
Aldo Gentilini, né à Gênes le 7 février 1911 et mort à Volpeglino le 10 août 1982, est un peintre et sculpteur italien.
Il est également le fondateur de la secte Raniste.

## Biographie
Il a suivi les cours de philosophie et pendant trois ans, il a vécu dans l'isolement dans un monastère de Pietrasanta sous les conseils de Don Orione. Il était un grand admirateur de San Francesco D’Assisi et il ne pouvait donc pas s’adapter au système commercial conventionnel; ses innombrables œuvres furent ainsi vendues par lui pour peu d'argent. Il était un artiste pratiquant l'ascétisme, pour imiter le Saint à qui il était dévoué.

### De Gênes à Courmayeur
Gentilini est né à Gênes le 7 février 1911, mais Courmayeur, précisément à Portoud dans le Val Vení, où sa famille possédait un hôtel, était sa patrie d'adoption, où il a passé sa jeunesse. De la période de Courmayeur sont les Totems, comme l'artiste a nommé ses créations en bois, qui rappellent quelque chose de primitif et brut, riche en images et signes qui montrent une force instinctive, une explosion de sensations toujours en désordre et confus.

### La retraite à Volpeglino
Au début des années soixante, Gentilini se retira à Volpeglino, où il resta jusqu'à sa mort le 10 août 1982 et, aujourd'hui, à la suite d'un don, la maison-atelier dans laquelle il peignit les murs , portes, fenêtres et meubles avec meubles et objets construits en assemblant les matériaux les plus variés, appartient à la Municipalité et pourrait être transformé en un centre muséal consacré aux œuvres de l'artiste.

### Sa peinture
Sa peinture capture les moments, les petits moments que nous essayons de retenir, les nuances de l'âme, les sensations qui restent dans un signe, dans une trappe qui rappelle vaguement Mirò avec la décomposition de  Picasso, Braque et Lager. Il capture une caractéristique caractéristique de l'art et  Fauve (rappelant ainsi Matisse) qui suggère des sentiments et des humeurs à travers l'utilisation subjective et anti-naturaliste des couleurs. Ses peintures se caractérisent par des couleurs vives, des couleurs stridentes et violentes, développées dans des compositions presque cubistes, dans lesquelles les garnitures de couleurs pures créent une dialectique projetée hors de la toile, exprimant les humeurs de l'artiste de manière authentique, souvent de douleur et de désespoir, répondant en couleur dans la joie de vivre, une tension mystique et spirituelle envers Dieu qui veut communiquer avec le monde entier. Son signe pictural est rapide, décisif, tout comme ses gestes, essentiels et urgents, des caractères exprimés exprimés à travers l'utilisation de gouaches et de couleurs acryliques.
Il était en fait très innovant pour son temps, se consacrant à la peinture avec beaucoup de transport, préférant la technique à l'huile sans pour autant négliger l'utilisation de couleurs acryliques qui remontent aux années passées à Portud (Courmayeur), années où sa sensibilité l'a amené à observer et protéger les animaux (comme Saint François) et prendre la grenouille comme symbole de l'homme. C'est ainsi qu'il a fondé la Secte des Ranistes.
La peinture et la sculpture sont les moyens d'atteindre mystiquement une révélation du divin.
Il était très prolifique et a connu son apogée vers les années 1970 lorsque sa renommée s'étendait sur les frontières régionales de la Suisse.
Des preuves de son art se trouvent également dans les fresques et les vitraux de l'église Santa Giulietta S. Colombano de Pavie, où son conte figuratif abstrait est fait de lumières, de couleurs d'espaces et de rythmes.

### Valeurs des Ranisti
La grenouille est un symbole de l'homme: elle prend de l'élan, fait un petit saut puis retombe au sol pour sauter à nouveau, mais elle ne prétend pas se détacher du monde. Il en est de même de l'homme dans sa recherche de Dieu: l'homme ne peut pas bouger seul ni dominer la matière.
Les ranistes sont un groupe d'ascètes qui, dans la contemplation et le travail divins, trouvent l'achèvement et la pleine réalisation de la vie terrestre.

## Expositions
Il a exposé dans de nombreuses expositions collectives et personnelles en Italie, France, Belgique, Hollande, Espagne, Canada, Amérique, Australie, Allemagne et Suisse. En 1953, il expose à la Galleria S. Matteo à Gênes, en 1959 il expose au Palazzetto di Venezia à Rome, en 1958 et 1967 au S. Fedele à Milan. En 1973, il expose en anthologie au Cloître du Monastère de Pietrasanta et en 1976 à Lugano.
Comme dans le cas de Guttuso et Brindisi, en 1982, il a reçu le prix The Golden Oak à Bologne. 
- 1953 - Exposition à Gênes à la galerie S. Matteo
- 1958 - Exposition à Milan chez S. Fedele avec Fontana et avec l'aide du Père Favero et Kaisserlian
- 1959 - Exposition à Rome au Palazzetto Venezia
- De 1960 à 1967 diverses expositions à Courmayeur, Camogli, Varazze, Portofino, Gênes, Chamonix, Sion et autres lieux.
- 1968 - Exposition à la Galleria Europa de Milan
- 1969 - Exposition à la Palette Gallery de Rome
- 1970 - Exposition à la galerie Globarte de Milan
- 1973 - Exposition au Cloître de S. Salvatore à Pietrasanta
- 1975 - Milan - Musée national des sciences et de la technologie - Exposition anthropologique du peintre et sculpteur
- 1976 - Lugano - Suisse - Personnel
- 1992 - Volpeglino (AL) - Rétrospective
- 2003-2004 - Florence - Mythologies du présent
- 2013 - Prato - Tout. Fragments de réalité
- 2015 - Garbagna et Volpeglino - Anthologique

## Publication
- Art Moderne - Art Contemporain - Art '900, présenté Aldo Gentilini", S.E.N. Éditions artistiques - Turin[réf. incomplète]